# 무수 프탈산
무수 프탈산 또는 프탈산 무수물(Phthalic anhydride)은 화학식 C8H4O3을 갖는 유기 화합물이다. 프탈산의 무수물이다. 무수프탈산은 프탈산의 주요 상업적 형태이다. 이는 상업적으로 사용된 최초의 디카르복실산 무수물이었다. 이 흰색 고체는 특히 플라스틱용 가소제의 대규모 생산에 중요한 산업용 화학물질이다. 2000년 전 세계 생산량은 연간 약 300만 톤으로 추산되었다.